# Alba de Nemunas
El Partit Polític Alba de Nemunas (en lituà: Politinė partija "Nemuno Aušra", PPNA) és un partit populista i nacionalista de Lituània. Es va fundar al novembre de 2023 per Remigijus Žemaitaitis després de la seva expulsió de Llibertat i Justícia pels seus comentaris antisemites.

## Història
El maig de 2023, Remigijus Žemaitaitis va publicar comentaris antisemites a Facebook, en els quals afirmava que "els jueus i els russos" van oprimir els lituans ètnics durant la Segona Guerra Mundial i van ser els responsables de la massacre de 1944 del poble de Pirčiupiai. Els comentaris van ser rebuts amb dures crítiques i condemnes per part dels polítics lituans, la comunitat jueva i nombrosos ambaixadors. Més tard Žemaitaitis va afirmar que els seus comentaris anaven dirigits a Israel i va afirmar que donaria suport a una condemna a mort per a Benjamin Netanyahu per les seves accions contra els palestins. L'oficina del fiscal general va iniciar una investigació sobre declaracions de Žemaitaitis. El 19 de maig de 2023, Llibertat i Justícia va expulsar Žemaitaitis, convertint-se Artūras Paulauskas en el president interí del partit.
L'11 de novembre de 2023, Remigijus Žemaitaitis anunciava la creació d'un partit amb el nom d'Alba de Nemunas, en referència al riu més gran del país i del primer diari en lituà, Aušra, símbol del renaixement nacional del segle XIX. El partit es va registrar oficialment el 16 de gener de 2024, mentre la fiscal general lituana, Nida Grunskienė, instava al parlament que retirés a Žemaitaitis la seva immunitat legal. El 2 de maig Žemaitaitis dimitia com a diputat un cop el Tribunal Constitucional es pronunciava a favor de la destitució. Tanmateix, Žemaitaitis es va presentar com a candidat a les eleccions presidencials, rebent el 9,21% dels vots a la primera volta celebrada el 12 de maig.
El 19 de juny de 2024 tres diputats del parlament, Agnė Širinskienė, de la Unió Lituana d'Agricultors i Verds, i Aidas Gedvilas i Artūras Skardžius, del Partit del Treball, es passaven a l'Alba de Nemunas, recuperant la representació al Seimas. Tanmateix, a l'octubre es van celebrar les eleccions legislatives, en les quals el partit va obtenir al voltant del 15% dels vots i 20 escons al parlament. Posteriorment, i malgrat les pressions i mobilitzacions en contra d'incloure al PPNA en la coalició de govern, el partit formaria part del nou gabinet de coalició amb el Partit Socialdemòcrata de Lituània i la Unió de Demòcrates "Per Lituània", encapçalat pel socialdemòcrata Gintautas Paluckas, amb tres ministeris: Agricultura, Medi Ambient i Justícia.

## Resultats electorals

### Seimas
| Any  | Líder                 | Vots    | %          | Escons   | +/– | Govern   |
| ---- | --------------------- | ------- | ---------- | -------- | --- | -------- |
| 2024 | Remigijus Žemaitaitis | 186,305 | 15.26 (#3) | 20 / 141 | Nou | Coalició |